# Tydingen
Tydingen är en sjö i Hässleholms kommun och Östra Göinge kommun i Skåne och ingår i Helge ås huvudavrinningsområde. Sjön är 6 meter djup, har en yta på 4,52 kvadratkilometer och befinner sig 57 meter över havet. Sjön avvattnas av vattendraget Olingeån. Vid provfiske har bland annat abborre, braxen, gers och gädda fångats i sjön.

## Delavrinningsområde
Tydingen ingår i det delavrinningsområde (623719-138865) som SMHI kallar för Utloppet av Tydingen. Medelhöjden är 68 meter över havet och ytan är 31,97 kvadratkilometer. Det finns inga avrinningsområden uppströms utan avrinningsområdet är högsta punkten. Olingeån som avvattnar avrinningsområdet har biflödesordning 2, vilket innebär att vattnet flödar genom totalt 2 vattendrag innan det når havet efter 65 kilometer. Avrinningsområdet består mestadels av skog (53 %), öppen mark (12 %) och jordbruk (18 %). Avrinningsområdet har 5,06 kvadratkilometer vattenytor vilket ger det en sjöprocent på 15,8 %.

## Fisk
Vid provfiske har följande fisk fångats i sjön:
- Abborre
- Braxen
- Gärs
- Gädda
- Löja
- Mört
- Ruda
- Sarv
- Sutare